# Isaac Promise
Isaac Promise (Zaria, 2 dicembre 1987 – Austin, 3 ottobre 2019) è stato un calciatore nigeriano, di ruolo trequartista.

## Carriera

### Club
Cresciuto nelle giovanili del club nigeriano di seconda divisione del Grays International, Promise è stato notato da alcuni club europei, riuscendo ad ottenere un provino nel Manchester United insieme al connazionale John Obi Mikel. Scartato dal club inglese, nell'agosto del 2005 è stato acquistato dal club turco del Gençlerbirliği. Dopo tre anni di permanenza, nel 2008 Promise ha firmato un contratto di quattro anni con il Trabzonspor.. A Trebisonda Promise non riesce a mettersi in luce e così, dopo una stagione opaca (a fine stagione le segnature saranno solo due), viene ceduto in prestito al Manisaspor, che l'estate seguente riscatta il cartellino del giocatore.

### Nazionale
Promise è stato capitano della Nigeria U23 ai Giochi Olimpichi di Pechino 2008.

## Morte
Il 3 ottobre 2019, all’età di 31 anni, muore a causa di un malore mentre si stava allenando nella palestra di casa.